# 門川町立草川小学校
門川町立草川小学校（かどがわちょうりつ くさかわしょうがっこう）は、宮崎県東臼杵郡門川町加草にある公立の小学校。

## 沿革
- 1874年頃 - 加草篠折に加草小学校、庵川城畑に庵川小学校を設置。
- 1888年 - 加草、庵川小学校と門川小学校の3校が合併し、門川小学校が設置。
- 1901年11月3日 - 門川村立草川尋常小学校として分離、開校。
- 1907年3月2日 - 校舎竣工。この日を創立記念日とする。
- 1935年2月11日 - 町制施行により、門川町立草川尋常小学校に改称。
- 1941年8月1日 - 門川町立草川国民学校に改称。
- 1947年4月1日 - 門川町立草川小学校に改称。

## 通学区域
草川小学校の通学区域には以下の区域が指定されている。
- 庵川西
- 庵川東
- 加草
- 谷ノ山
- 中村
- 牧山

## アクセス
- バス：宮崎交通「草川小学校入口」バス停下車、徒歩5分
- 乗合タクシー：かどっぴータクシー「加草4区」下車、徒歩3分（月・水曜日のみ運行）